# Ópera Estatal de Baviera

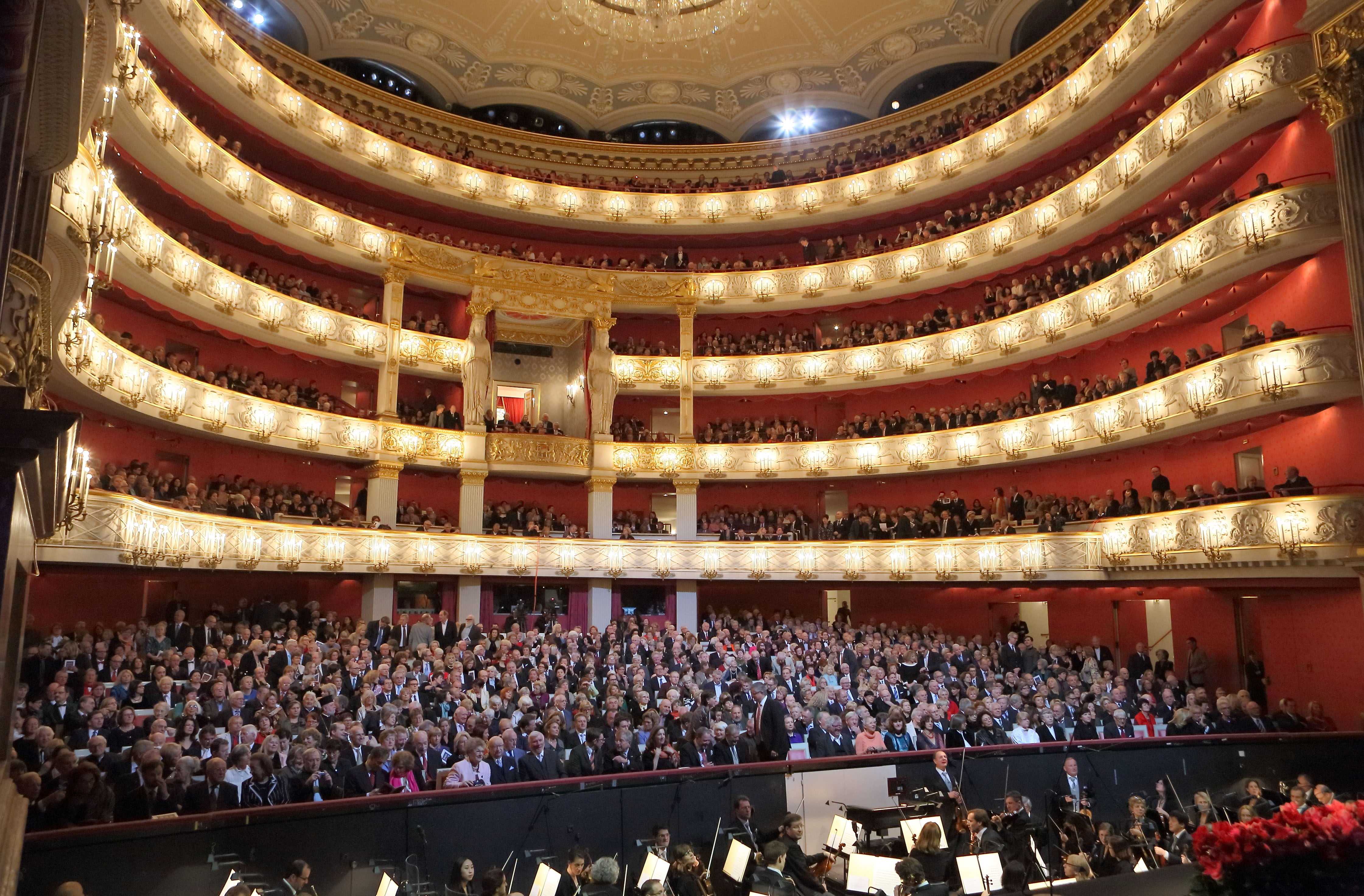
Aspecto interior

La Ópera Estatal de Baviera (en alemán: Bayerische Staatsoper) es la compañía principal de ópera de Múnich y una de las compañías de ópera más importantes en Alemania y el mundo, fundada en 1653. Su orquesta es la Orquesta Estatal de Baviera.
Desde 2021 el director musical general es Vladímir Yurovski.

## Orígenes
La sede de la Compañía de la Ópera Estatal de Baviera es el Teatro Nacional, en la Max-Joseph-Platz de Múnich, en el magnífico edificio neoclásico de 1825 diseñado por Leo von Klenze y en el que se estrenaron mundialmente, entre otras, varias óperas de Wagner, tales como Tristan und Isolde (1865); Die Meistersinger von Nürnberg (1868); Das Rheingold (1869) y Die Walküre (1870).
Durante la última parte del siglo XIX, fue Richard Strauss quien marcó el teatro de la ciudad en la que había nacido en 1864. Después de aceptar el cargo de director durante un breve periodo, Strauss regresó al teatro como director principal desde 1894 hasta 1898. En el periodo prebélico, su Friedenstag (1938) y Capriccio (1942) se estrenaron en Múnich.

## Edificación
El teatro fue bombardeado y prácticamente destruido durante la Segunda Guerra Mundial por la aviación angloestadounidense (octubre de 1943).
Entre 1944 y 1963 la compañía se mudó al Prinzregenten Theater —un edificio construido en 1901 muy semejante al teatro del Festival de Bayreuth, según las especificaciones de Wagner— y el teatro del palacio real dentro de la Residencia, la joya del rococóː el Teatro de Cuvilliés, construido en 1751-1753 por François de Cuvilliés.
Basándose en los planos originales de Karl von Fischer, el arquitecto Gerhard Moritz Graubner recreó el teatro neoclásico original con 2100 asientos. El teatro fue ampliado y sólo el vestíbulo y la escalera principal conservaron su aspecto original. Fue reinaugurado el 22 de noviembre de 1963 con una representación de la ópera de Wagner Die Meistersinger von Nürnberg.
En el periodo de postguerra, el teatro ha visto significativas producciones y numerosos estrenos mundiales.

## Directores
- 1824-1848: Johann Nepomuk von Poißl
- 1848-1851: Karl Theodor von Küstner
- 1851-1858: Franz von Dingelstedt
- 1867-1893: Karl von Perfall
- 1893-1906: Ernst von Possart
- 1907-1912: Albert Freiherr von Speidel
- 1912-1918: Clemens von Franckenstein
- 1918: Viktor Schwanneke (interino)
- 1919-1924: Karl Zeiss
- 1924-1934: Clemens von Franckenstein
- 1934-1935: Hans Knappertsbusch (interino)
- 1935-1938: Oskar Walleck
- 1938-1940: Clemens Krauss (Staatsoperndirektor)
- 1945-1952: Georg Hartmann
- 1952-1967: Rudolf Hartmann
- 1967-1976: Günther Rennert
- 1977-1982: August Everding
- 1983-1993: Wolfgang Sawallisch
- 1993-2006: Sir Peter Jonas
- 2006-2008: Kent Nagano (interino)
- Desde 2008: Klaus Bachler

## Directores musicales
- 1836-1867: Franz Lachner
- 1867-1869: Hans von Bülow
- 1870-1877: Franz Wüllner
- 1872-1896: Hermann Levi
- 1894-1896: Richard Strauss
- 1901-1903: Hermann Zumpe
- 1904-1911: Felix Mottl
- 1913-1922: Bruno Walter
- 1922-1935: Hans Knappertsbusch
- 1937-1944: Clemens Krauss
- 1945: Hans Knappertsbusch
- 1946-1952: Georg Solti
- 1952-1954: Rudolf Kempe
- 1956-1958: Ferenc Fricsay
- 1959-1968: Joseph Keilberth
- 1971-1992: Wolfgang Sawallisch
- 1992-1998: Peter Schneider
- 1998-2006: Zubin Mehta
- 2006-2013: Kent Nagano
- 2013-2021: Kirill Petrenko
- Desde 2021 Vladímir Yurovski